# قرار مجلس الأمن التابع للأمم المتحدة رقم 1795
قرار مجلس الأمن التابع للأمم المتحدة رقم 1795، المتخذ بالإجماع في 15 يناير 2008.

## القرار
مدد مجلس الأمن حتى 30 يوليو / تموز 2008، تفويضات عملية الأمم المتحدة في كوت ديفوار والقوات الفرنسية التي تدعمها، من أجل دعم جهود الدولة لتنظيم انتخابات حرة ونزيهة.
عملاً بالفصل السابع من ميثاق الأمم المتحدة، اتخذ المجلس بالإجماع القرار 1795 (2008) الذي مدد المهمة لمساعدة الأطراف الإيفوارية في تنفيذ الاتفاقات التكميلية التي وقعها الرئيس لوران غباغبو ورئيس الوزراء غيوم سورو، والتي تحدد جداول زمنية جديدة لإنجاز المهام المعلقة بموجب اتفاق واغادوغو، بما في ذلك إجراء الانتخابات الرئاسية بحلول يونيو 2008.
ودعا المجلس الأطراف الإيفوارية إلى تنفيذ الاتفاقات التكميلية واتفاق واغادوغو السياسي «بالكامل وبحسن نية وضمن الإطار الزمني المعدل المنصوص عليه في هذه الاتفاقات، الأمر الذي سيتطلب من الأطراف الإيفوارية مضاعفة جهودها، ويشجع الأطراف الدولية المجتمع لتقديم الدعم المستمر لهذا الغرض».
يفصّل اتفاق واغادوغو، الذي أبرم في عاصمة بوركينا فاسو المجاورة في آذار / مارس الماضي، سلسلة من التدابير للتعامل مع الأزمة التي قسمت كوت ديفوار لأول مرة في عام 2002 بين الجنوب الذي تسيطر عليه الحكومة والشمال الذي تسيطر عليه القوات الجديدة المتمردة. وشملت تلك التدابير تشكيل حكومة انتقالية جديدة؛ دمج القوات الجديدة وقوات الدفاع والأمن الوطنية من خلال إنشاء مركز قيادة متكامل؛ استبدال ما يسمى بمنطقة الثقة الفاصلة بين الشمال والجنوب بـ «الخط الأخضر»، على أن تراقبها عملية الأمم المتحدة في كوت ديفوار.
وقد أعرب القرار عن نية المجلس أن يستعرض بحلول 30 تموز / يوليو 2008 ولايات عملية الأمم المتحدة في كوت ديفوار والقوات الفرنسية، وكذلك مستوى قوات عملية الأمم المتحدة في كوت ديفوار، «في ضوء التقدم المحرز في تنفيذ الخطوات الرئيسية لعملية السلام». وطلب من الأمين العام بان كي مون تزويد المجلس بتقرير عن هذه الخطوات الرئيسية قبل ثلاثة أسابيع من الموعد النهائي للمراجعة.
كما طلب المجلس من الأمين العام أن يطلعه بانتظام، ولا سيما على الاستعدادات للعملية الانتخابية، بما في ذلك تسجيل الناخبين، وأن يقدم تقريرًا في هذا الصدد في موعد أقصاه 15 نيسان / أبريل 2008. كما رحب بإنشاء عملية الأمم المتحدة في كوت ديفوار لخلية لدعم التصديق لمساعدة الممثل الخاص في أداء هذه المهمة.

## روابط خارجية
- نص القرار في undocs.org